# Sérgio Rebelo
Sérgio Tavares Rebelo (* 29. Oktober 1959) ist ein portugiesischer Wirtschaftswissenschaftler.

## Werdegang, Forschung und Lehre
Rebelo schloss 1981 sein Studium an der Katholischen Universität Portugal mit einem Lizenziat in Wirtschaftswissenschaften ab. Anschließend schloss er seine akademische Ausbildung an der Technischen Universität Lissabon fort, an der er 1985 als Master of Science in Operations Research graduierte. An der University of Rochester erwarb er 1985 einen Master of Arts sowie 1987 einen Ph.D.-Titel in Wirtschaftswissenschaften.
Zwischen 1988 und 1992 lehrte und forschte Rebelo zunächst als Assistant Professor und später Associate Professor an der Northwestern University, ehe er an die University of Rochester zurückkehrte. 1997 folgte er einem Ruf als ordentlicher Professor zurück an die Northwestern University, wo er an der Kellogg School of Management lehrte und forschte.
Ausgehend von seiner Dissertation entwickelte Rebelo Anfang der 1990er Jahre ein als AK-Modell bekanntes endogenes Wachstumsmodell. In den folgenden Jahren forschte und publizierte er insbesondere zu Konjunkturzyklen sowie zu den Zusammenhängen zwischen Fiskalpolitik und Wirtschaftswachstum.
Rebelo ist Fellow der Econometric Society, Research Associate des National Bureau of Economic Research sowie Research Fellow des Center for Economic Policy Research. Zwischen 1995 und 2001 war er Herausgeber des The American Economic Review, dem Periodikum der American Economic Association. 2025 wurde Rebelo zum Mitglied der American Academy of Arts and Sciences gewählt.